# Balgone House
Balgone House ist ein Herrenhaus nahe der schottischen Stadt North Berwick in der Council Area East Lothian. 1971 wurde das Bauwerk in die schottischen Denkmallisten in der Denkmalkategorie B aufgenommen. Die Hochstufung in die höchste Kategorie A erfolgte 2007. Des Weiteren bildet Balgone House zusammen mit zwei Außengebäuden ein Denkmalensemble der Kategorie A. 2001 wurden die umgebenden Grünflächen in das Inventory of Gardens and Designed Landscapes in Scotland aufgenommen.

## Geschichte
Die hohe architekturhistorische Bedeutung von Balgone House liegt in der Nachverfolgbarkeit der Entwicklung eines Herrensitzes über mehrere Jahrhunderte. Gesichert ist, dass ein Vorgängerbauwerk am Standort von Balgone House existierte. Dies wird unter anderem durch Kellergewölbe sowie einen offen Kamin in Balgone House gestützt, die auf das 15. Jahrhundert datiert werden, während das Gebäude selbst erst im 17. Jahrhundert errichtet wurde. Auf Grund der Dimensionierung könnte es sich bei dem Vorgängerbauwerk um ein Bastle House oder ein kleines Tower House gehandelt haben. Auch eine Verbindung zu dem im 12. Jahrhundert eingerichteten Zisterzienserinnenkloster St. Mary’s Priory wird in Betracht gezogen.
Im Jahre 1702 gelangte das Anwesen in den Besitz der Familie Grant-Suttie. Der älteste Grundrissplan des Herrenhauses stammt aus dem Jahre 1739. In diesem Jahr wurde Balgone House erweitert und umgestaltet. Um dem architektonischen Zeitgeist des 18. Jahrhunderts zu genügen, wurde in diesem Jahrhundert ein symmetrischer Aufbau hergestellt. Im Laufe des folgenden Jahrhunderts sah Balgone House zwei Bauphasen. In der ersten Hälfte des Jahrhunderts wurden unter anderem der Eingangsbereich verlegt und ein Anbau im Scottish-Baronial-Stil an der Rückseite hinzugefügt. Ein weiterer Flügel in diesem Stil entstand in den 1860er Jahren. Im Zuge einer tiefgreifenden Restaurierung und Überarbeitung in den 1990er Jahren, wurden die Erweiterungen aus dem vorigen Jahrhundert abgebrochen.

## Beschreibung
Balgone House liegt isoliert in einer dünnbesiedelten Region East Lothians rund drei Kilometer südlich von North Berwick. Das dreistöckige Gebäude ist im traditionellen schottischen Stil gestaltet. Die westexponierte Frontseite ist symmetrisch aufgebaut und neun Achsen weit. Zwei polygonale Treppentürme treten hervor, von denen einer erst zur Erzeugung der Symmetrie hinzugefügt wurde. Von der Gebäuderückseite gehen drei kurze Flügel ab. Entlang der Fassaden sind zwölfteilige Sprossenfenster verbaut. Das Mauerwerk ist mit Harl verputzt. Die Dächer sind mit grauen Schiefer eingedeckt.